# NOAAS Townsend Cromwell (R 443)
Le NOAAS Townsend Cromwell (R 443) était un navire océanographique de la flotte de la NOAA (National Oceanic and Atmospheric Administration) en service de 1975 à 2002. Auparavant il était un navire de surveillance halieutique de l'United States Fish and Wildlife Service (USFWS), sous le nom de BCF Townsend Cromwell, de 1963 à 1975. 
Après sa carrière dans la NOAA, le navire est devenu le MV Townsend Cromwell , d'abord propriété du Government of American Samoa (en) de 2002 à 2003, puis comme yacht privé en Nouvelle-Zélande de 2003 à 2009. Depuis 2009, il est basé aux Fidji comme navire de charge de passagers MV Lau Trader.

## Historique
Le Townsend Cromwell a été construit pour le US Fish and Wildlife Service par la société J. Ray McDermott à Morgan City, en Louisiane. Il a été lancé en juillet 1963, livré en novembre 1963 et mis en service par le Bureau des pêches commerciales du Fish and Wildlife Service le 25 janvier 1964 sous le nom de BCF Townsend Cromwell. En 1975, il a transféré à la NOAA et, en juin 1975, intégré dans la flotte de la NOAA sous le nom de NOAAS Townsend Cromwell (R 443).

### Carrière
Le 25 décembre 1963, le Townsend Cromwell arriva à Honolulu, à Hawaii, qui devint son port d' attache pendant toute sa carrière au sein du gouvernement fédéral des États-Unis. Il a été mis en service le 25 janvier 1964 auprès du Bureau des pêches commerciales du US Fish and Wildlife Service à Honolulu afin de soutenir le laboratoire Honolulu du Fish and Wildlife Service. Ses 20 premières campagnes ont consisté en une expérience océanographique visant à caractériser l’influence des alizés du nord-est au nord de l’équateur, ce qui a contribué à la mise au point d’un modèle de circulation générale pour les eaux de l’ océan Pacifique nord.
En 1975, Townsend Cromwell passa sous le contrôle du Bureau des opérations maritimes et aéronautiques de la NOAA. Il a mené des recherches sur les ressources halieutiques à l’appui du laboratoire Honolulu du Service national des pêches maritimes à Honolulu, en utilisant des chaluts de fond, des palangres et des nasses à poissons pour collecter des spécimens de poissons et de crustacés. il a mené des enquêtes d'évaluation des pêches, une océanographie physique et chimique, des plans pour les mammifères marins et des recherches sur les récifs coralliens, opérant autour des îles Hawai et ailleurs dans les eaux du centre et de l'ouest de l'océan Pacifique.
Avec l'adoption de la Loi Magnuson–Stevens sur la gestion et la conservation des ressources halieutiques par le Congrès des États-Unis en 1976 et la création par le gouvernement des États-Unis d'une zone de conservation des pêches de 200 milles marins, Townsend Cromwell a continué à soutenir le gouvernement des États-Unis et l'État d'Hawaï par des enquêtes sur les ressources marines et terrestres du nord-ouest des îles Hawaï. Puis il a repris l'évaluation des ressources de la pêche commerciale telles que la langouste, le poisson de fond, les coraux précieux... Il a également participé à des campagnes océanographiques utilisant des satellites pour améliorer la compréhension des perturbations atmosphériques dans les zones de pêche de l'océan Pacifique. Au cours de ses dernières années, il a participé à des évaluations de ressources pour la réserve écosystémique de récifs coralliens dans le nord-ouest des îles Hawaï. Pendant plusieurs années avant son déclassement, il a contribué aux efforts déployés par plusieurs agences du gouvernement des États-Unis pour retirer des centaines de tonnes d'engins de pêche et autres débris marins rejetés des écosystèmes de récifs coralliens.
Après avoir effectué environ 281 missions de recherche en près de 39 ans de service, il a été mis hors service le 10 octobre 2002. Il a été remplacé par le NOAAS Oscar Elton Sette (R 335).

### Service ultérieur
Après son retrait de la NOAA, le gouvernement américain l'a transféré au gouvernement des Samoa américaines. En tant que MV Townsend Cromwell, il est arrivé à Pago Pago (Samoa américaines) en novembre 2002. Le gouvernement des Samoa américaines espérait pouvoir l’utiliser pour transporter des passagers et des marchandises légères entre Manu'a et Tutuila, mais il n’était pas autorisé à fournir de tels services. En janvier 2003, le gouvernement a annoncé qu'il souhaitait vendre Townsend Cromwell ou l'échanger contre un navire plus adapté pour desservir Manu'a.
L’homme d’affaires néo-zélandais Michael Swann et un partenaire ont acheté le Townsend Cromwell pour l’utiliser comme yacht. Ils ont été reconnus coupables en décembre 2008 d'avoir fraudé le Otago District Health Board en Nouvelle-Zélande et le navire a été remis en vente. Achetée par des intérêts aux Fidji, il a été renommé MV Lau Trader et a quitté la Nouvelle-Zélande en octobre 2009. Basé à Suva, il est géré par Lau Shipping et transporte des passagers et des marchandises entre des îles situées à l'est des Fidji.

## Galerie

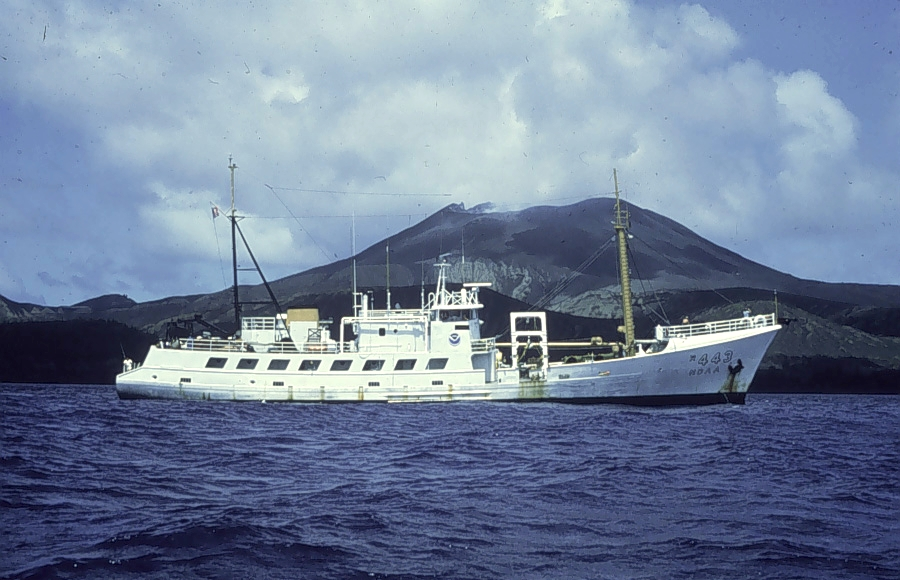
NOAAS Townsend Cromwell

### Note et référence
- (en) Cet article est partiellement ou en totalité issu de l’article de Wikipédia en anglais intitulé « NOAAS Townsend Cromwell (R 443) » (voir la liste des auteurs).